# Висибаба (Пожега)
Висибаба је насеље у Србији у општини Пожега у Златиборском округу. Према попису из 2022. било је 1119 становника.
Овде се налазе арехолошка налазишта Болница (Висибаба), Савинац (Висибаба), Варошиште (Висибаба), Блашковина (Висибаба) и Весовина и Крчевина.

## Демографија
У насељу Висибаба живи 1008 пунолетних становника, а просечна старост становништва износи 41,2 година (40,9 код мушкараца и 41,6 код жена). У насељу има 370 домаћинстава, а просечан број чланова по домаћинству је 3,33.
Ово насеље је великим делом насељено Србима (према попису из 2002. године).
|  |

| Демографија | Демографија | Демографија |
| Година      | Становника  | Становника  |
| ----------- | ----------- | ----------- |
| 1948.       | 1.031       |             |
| 1953.       | 1.085       |             |
| 1961.       | 1.201       |             |
| 1971.       | 1.072       |             |
| 1981.       | 1.224       |             |
| 1991.       | 1.215       | 1.198       |
| 2002.       | 1.232       | 1.251       |

| Етнички састав према попису из 2002.‍ | Етнички састав према попису из 2002.‍ | Етнички састав према попису из 2002.‍ | Етнички састав према попису из 2002.‍ | Етнички састав према попису из 2002.‍ |
| ------------------------------------ | ------------------------------------ | ------------------------------------ | ------------------------------------ | ------------------------------------ |
|                                      |                                      |                                      |                                      |                                      |
| Срби                                 | Срби                                 |                                      | 1.225                                | 99,43%                               |
| Црногорци                            | Црногорци                            |                                      | 6                                    | 0,48%                                |
| Македонци                            | Македонци                            |                                      | 1                                    | 0,08%                                |
| непознато                            | непознато                            |                                      | 0                                    | 0,0%                                 |

| Година пописа     | 1948. | 1953. | 1961. | 1971. | 1981. | 1991. | 2002. |
| ----------------- | ----- | ----- | ----- | ----- | ----- | ----- | ----- |
| Број домаћинстава | 188   | 214   | 288   | 270   | 331   | 327   | 370   |

| Број чланова      | 1  | 2  | 3  | 4  | 5  | 6  | 7  | 8 | 9 | 10 и више | Просек |
| ----------------- | -- | -- | -- | -- | -- | -- | -- | - | - | --------- | ------ |
| Број домаћинстава | 62 | 87 | 57 | 72 | 42 | 32 | 12 | 3 | 3 | 0         | 3,33   |

| Пол    | Укупно | Неожењен/Неудата | Ожењен/Удата | Удовац/Удовица | Разведен/Разведена | Непознато |
| ------ | ------ | ---------------- | ------------ | -------------- | ------------------ | --------- |
| Мушки  | 509    | 145              | 333          | 23             | 7                  | 1         |
| Женски | 551    | 107              | 341          | 90             | 13                 | 0         |
| УКУПНО | 1.060  | 252              | 674          | 113            | 20                 | 1         |

| Пол    | Укупно                    | Пољопривреда, лов и шумарство | Рибарство                            | Вађење руде и камена | Прерађивачка индустрија       |
| ------ | ------------------------- | ----------------------------- | ------------------------------------ | -------------------- | ----------------------------- |
| Мушки  | 256                       | 44                            | 0                                    | 1                    | 101                           |
| Женски | 241                       | 63                            | 0                                    | 0                    | 77                            |
| УКУПНО | 497                       | 107                           | 0                                    | 1                    | 178                           |
| Пол    | Производња и снабдевање   | Грађевинарство                | Трговина                             | Хотели и ресторани   | Саобраћај, складиштење и везе |
| Мушки  | 5                         | 17                            | 22                                   | 4                    | 31                            |
| Женски | 1                         | 1                             | 29                                   | 7                    | 2                             |
| УКУПНО | 6                         | 18                            | 51                                   | 11                   | 33                            |
| Пол    | Финансијско посредовање   | Некретнине                    | Државна управа и одбрана             | Образовање           | Здравствени и социјални рад   |
| Мушки  | 1                         | 3                             | 16                                   | 4                    | 5                             |
| Женски | 0                         | 6                             | 8                                    | 8                    | 35                            |
| УКУПНО | 1                         | 9                             | 24                                   | 12                   | 40                            |
| Пол    | Остале услужне активности | Приватна домаћинства          | Екстериторијалне организације и тела | Непознато            | Непознато                     |
| Мушки  | 1                         | 0                             | 0                                    | 1                    | 1                             |
| Женски | 3                         | 0                             | 0                                    | 1                    | 1                             |
| УКУПНО | 4                         | 0                             | 0                                    | 2                    | 2                             |

## Галерија
- Спомен-чесма борцима 1912-1918.
- Црква Светог Саве, мозаик
- Стари храстови лужњаци
- Дуборезни лик Светог Саве
- Споменик борцима НОБ-а